# 警亭

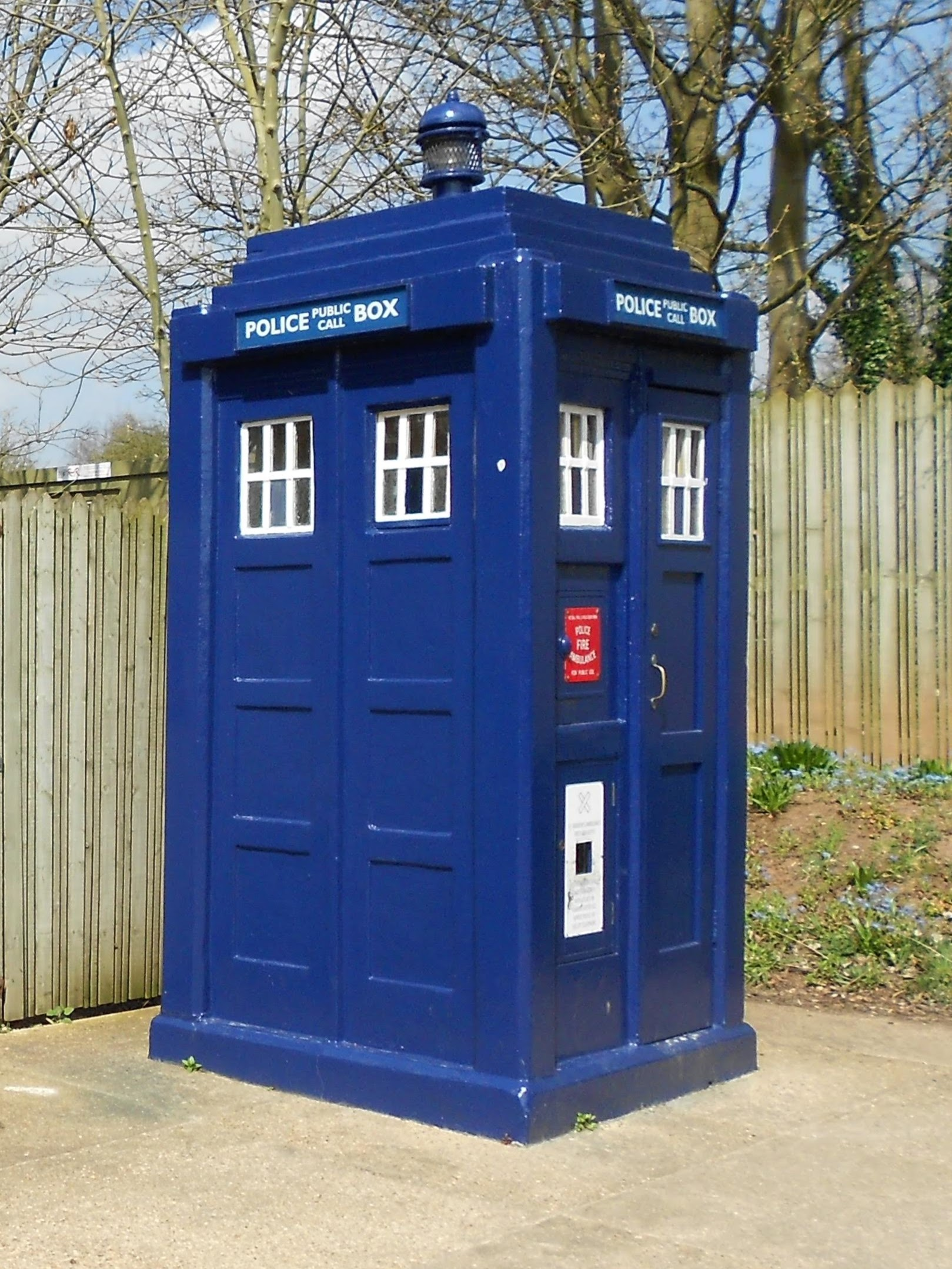
吉爾伯特·麥肯齊·特倫奇設計的警亭造型，該者現於阿文克羅夫特歷史建築博物館典藏。

警亭（英語：Police box）是一種供警察使用的公共電話亭或崗亭，也可供民眾與警方聯繫。設施在多數國家曾被廣泛使用，最普及的例子是在20世紀的英國，自1920年代初便已出現。與一般電話亭不同，警亭的電話設置於一扇可掀式小門後方，任何人皆可從外部使用；而亭內則為一個迷你的警察工作站，供警員撰寫報告、用餐休息，或臨時羈押嫌疑人，待進一步轉送處理。
典型的英國警亭設有一部可與當地警局直接通話的電話，方便巡邏警員與警局聯絡，以通報異常狀況或在需要時請求支援。警亭頂部通常設有警示燈，當閃爍時即表示有來電需警員回覆。警亭多塗為藍色，其中較特別的例外是格拉斯哥，當地警亭直到1960年代末仍為紅色。除電話外，亭內亦配備事故登記簿、滅火器與急救箱等設備，如今，許多警亭已不再使用或被淘汰。
1929年，蘇格蘭建築師吉爾伯特·麥肯齊·特倫奇為倫敦都市警察局設計標誌性的藍色警亭，這種設計後來成為英國最具辨識度的警亭樣式及文化標誌。《普利茅斯先驅報》稱其為「英國的象徵」。此種藍色警亭亦因出現在BBC科幻電視劇《神秘博士》中而聲名大噪，其中劇中博士的時光機器TARDIS便偽裝成一座英國警亭。

## 歷史

### 美國
美國首個警用電話於1877年在紐約州奥尔巴尼設置，僅晚於亚历山大·格雷厄姆·贝尔取得電話專利一年。1880年，芝加哥開始安裝供警方與特定民眾使用的通話箱（call box），最初設於亭內以防風雨侵蝕信號設備，並限制一般人接觸，以防誤報。1883年，華盛頓哥倫比亞特區也設立本地系統；底特律於1884年安裝警用通話箱，波士頓亦於1885年跟進。
這些通話設備通常為直通線路的電話，設置於金屬箱中，安裝在街道柱上，開啟方式需使用鑰匙或擊破玻璃門。在芝加哥，電話僅供警察使用，但箱內另設有可供市民使用的撥號裝置，用以透過電報系統發出不同類型的警報。當時共有11種信號可供選擇，包括：「需警車」（Police Wagon Required）、「竊盜」（Thieves）、「偽鈔犯」（Forgers）、「謀殺」（Murder）、「意外」（Accident）、「火災」（Fire）與「醉漢」（Drunkard）等。

### 英國

#### 前身

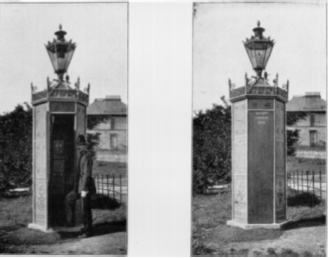
1894年國家電話公司銷售的「格拉斯哥式警察號誌箱系統」廣告。

英國最早的公共警察電話亭於1891年設置於格拉斯哥。其造型為高大的六角形鑄鐵警亭，並漆成紅色，屋頂裝有大型煤氣燈籠，並具備一套機制，使中央警察局能遠端點亮燈籠，以此作為信號，提醒附近警員回電警局以接收指令。這些早期設施的設計類似於美國芝加哥的警亭，原先構想允許受信任的民眾在緊急情況下使用電話，但需使用專屬的登記鑰匙。該鑰匙在使用後會卡在鎖內，直至警員以主鑰匙解鎖為止。:5
1912年，格拉斯哥推出新式矩形鑄鐵警亭，信號燈改由電力驅動，而電話的使用權則改為僅限警務人員。1923年，桑德兰地區警察局長弗雷德里克·J·克勞利（Frederick J. Crawley）引入外觀似花園工具間的矩形木造警亭；1925年轉任紐卡素警察局長後，亦在當地推廣同一設計。克勞利主張應讓一般民眾無需限制即可使用亭外電話，以便聯絡警察、救護或消防單位。此一設計理念與隨之而來的警務改革廣受媒體報導與實務成功，並促使多座英格蘭北部大城市迅速仿效推行，包括曼徹斯特與謝菲爾德等地。

### 普及
1929年，倫敦都市警察局自1928年至1937年間在整個倫敦推行警亭制度，最廣為人知的版本即為內部測量師暨建築吉爾伯特·麥肯齊·特倫奇設於1929年所設計的藍色警亭。在其推行期間，共建造了約1,000座該型警亭。這些警亭高9英尺4英吋（約2.84公尺）、寬4英尺6英吋（約1.37公尺），其中685座設於倫敦地區。
1928年12月，兩種原型警亭設計率先於貝康特里住宅區（Becontree Estate）安裝。最終，由獲勝承包商負責在里士滿與伍德格林（Wood Green）轄區建造共43座木製結構、混凝土屋頂的警亭，採用經定案的特倫奇設計樣式作為實驗性設施，並分別於1929年12月及1930年1月完工。這些警亭運作成效良好，促使該系統於接下來的八年間廣泛部署於大倫敦地區，並進一步採用改良版的特倫奇設計，除柚木門外，其餘構造皆以混凝土建造，以提升耐久性。
然而，有警員反映混凝土結構的警亭相較於早期木造版本更為寒冷與潮濕，因此後續增設了功率更高的暖爐以改善使用環境。為了便於警員值勤，警亭內部通常設有一張長凳、一張附抽屜的書桌、掃具與抹布、滅火器、急救箱，以及一台小型電暖爐。與19世紀至20世紀初格拉斯哥的警亭類似，倫敦的警亭亦於頂部安裝燈具，當警局需聯絡巡邏警員時，會透過閃爍燈光發出信號。

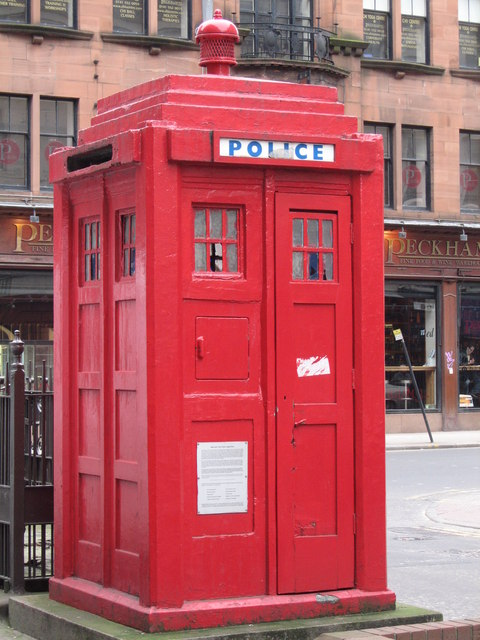
格拉斯哥的紅色特倫奇警亭。

自1933年起，格拉斯哥市警察局開始採用倫敦都會警察局的警亭設計之簡化版本，以取代原有的鑄鐵警亭。此改革由1931年底就任的總警司珀西·西利托（Percy Sillitoe）主導完成。新式警亭為擴充後的克勞利（Crawley）式整合警亭系統，材質為混凝土，延續原鑄鐵版本塗成紅色的傳統，直到1960年代後期，因《神秘博士》電視劇的流行，才改為藍色塗裝。
截至1953年，大倫敦街頭共有685座警亭，另有72座同樣由特倫奇設計，規模較小的「警察柱」（police posts）設置於倫敦市中心等空間受限地區。由於各地警亭的設計與建造標準由各地警察單位自行決定，外型與內部配置差異極大。然而，多數「警察柱」皆採用了英國郵政總局依序推出的三種標準化型號之一。
儘管警亭在警察勤務中長期扮演關鍵角色，直至1960年代末至1970年代初，隨著個人無線電與可攜式无线对讲机的普及，其功能逐漸被取代。再加上民眾已普遍能透過電話及999報案專線聯絡警方，使得警亭漸失通訊功能。

#### 近代
1994年，斯特拉斯克萊德警察局決定淘汰當時格拉斯哥僅存的警亭。然而，在民防與緊急服務保存信託基金（Civil Defence & Emergency Service Preservation Trust）及格拉斯哥建築保存信託（Glasgow Building Preservation Trust）的介入下，部分警亭得以保存。至今至少仍有六座警亭存留，部分於大西部路與瑪格麗特皇后大道（Queen Margaret Drive）及拜爾斯路（Byres Road）的交界處、布坎南街與皇家銀行廣場（Royal Bank Place）轉角、威爾遜街（Wilson Street）與格拉斯福街（Glassford Street）交會處、索基霍爾街（Sauchiehall Street）與西尼羅街（West Nile Street）轉角，以及大教堂廣場（Cathedral Square）與城堡街（Castle Street）轉角等處。目前部分警亭由當地咖啡業者承租並經營飲品販售業務。
民防與緊急服務保存信託基金代表一位私人收藏者，負責管理全英國現存的11座由特倫奇設計的警亭。其中一座藍色警亭收藏於德比郡國家電車博物館，另一座設置於肯特郡查塔姆肯特警察博物館門外，還有一座則位於格蘭扁交通博物館。

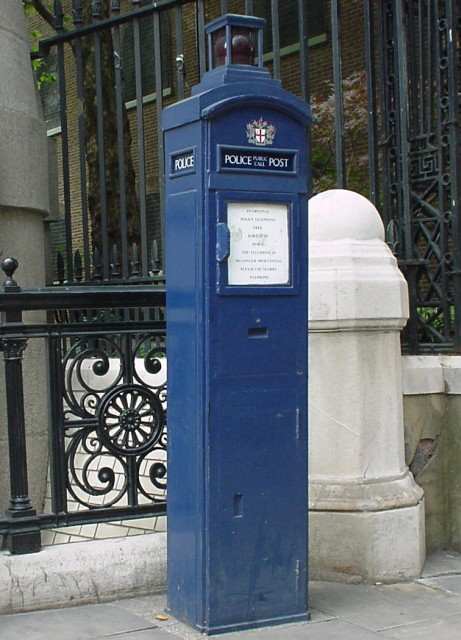
位於倫敦圣马田堂的「警察通話柱」。

倫敦金融城現存八座不再使用的「警察通話柱」（call posts），這些鑄鐵製的矩形柱體因當地街道狹窄，無法設置完整尺寸的警亭。通話柱的一側設有通話設備，另一側則為鎖閉的隔間用以存放急救箱。該區自1907年起共設立了50根通話柱，主要集中於所謂的「一平方英里」範圍內，並持續使用至1988年。這些通話柱現被列為英國法定二級保護建築。
愛丁堡目前仍保有數十座警亭。其警亭設計較大型，平面呈矩形，出自城市建築師埃比尼澤·詹姆斯·馬克雷之手，風格深受該市新古典主義建築影響。愛丁堡警亭曾多達86座。雖多處於失修狀態。2012年，洛錫安與邊區警察局（Lothian and Borders Police）出售了其中22座，僅保留約20座。目前部分警亭已被改裝為街頭咖啡吧或售卖亭。其中包含皇家大道警亭。

#### 再利用
1996年4月18日，倫敦伯爵宮站）外揭幕了一座基於特倫奇設計樣式的新式警亭，這是為該地區增派四名巡警的計劃的一部分。內建閉路電視監控（CCTV）與可聯絡警方的電話。不過，隨著倫敦電話號碼系統於2000年4月變更，該電話停止運作；儘管如此，警亭本體仍然保留，儘管其維護經費早已用盡。直至2005年3月，倫敦都會警察局重新出資進行修復與日常維護作業。
格拉斯哥於2005年引進了全新設計的警亭，並非傳統亭形建築，而是高度約10英尺、表面採鉻金屬處理的電腦化資訊亭，市民可透過其與警方的CCTV控制室人員通話。這些警亭設有三塊螢幕，提供犯罪預防、警察招募與觀光資訊，是全天候24小時的資訊點。
曼徹斯特也設有類似格拉斯哥的「求助點」（Help Points），設有警報器，當按下緊急按鈕時不僅觸發警報，還會自動令附近的CCTV攝影機對準求助點位置。利物浦則設有稱為「警察求助點」（Police Help Points）的設施，形式近似簡化版警亭，由裝設在立柱上的對講機與按鈕構成，並與一支監控攝影機連結，按鈕直通警方。伯恩茅斯博斯科姆於2014年4月設立了一座仿古式警亭，以期降低當地犯罪率。此警亭設有黃色電話供無員警值守時使用，並裝配有監控攝影機與去顫器。
2021年2月，倫敦金融城啟動一項設計競賽，徵求嶄新的警亭設計方案，計畫將此傳統裝置重新引入街頭。得獎作品於同年6月正式發表。

## 流行文化

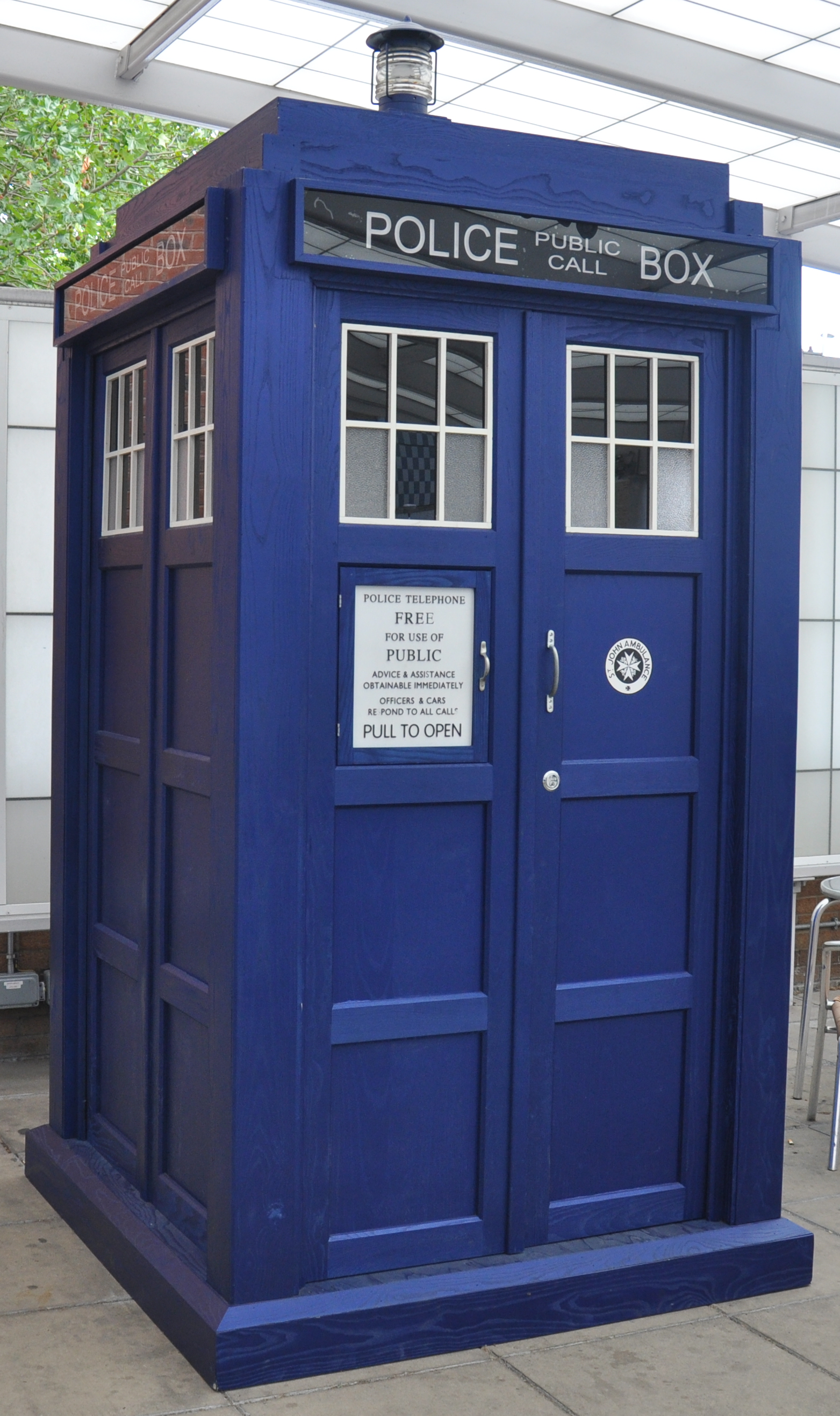
BBC電視中心前的TARDIS。

BBC電視科幻劇《神秘博士》中的時間機器TARDIS（時空機器）的外觀仿造特倫奇式藍色警亭。由於警亭自1970年代起逐漸退出街頭，藍色警亭的形象也逐漸與《神秘博士》密不可分，甚至超越了其原有作為警察設備的認知。
1996年，BBC向有關機構申請註冊藍色警亭的圖像商標，欲用於《神秘博士》相關商品。1998年，倫敦都會警察局（Metropolitan Police）對此提出異議，聲稱其擁有該警亭圖像的權利。不過，2002年，英國專利局裁定BBC勝訴，認定都會警察局或其他任何警察機構皆未曾註冊該圖像為商標。此外，BBC在此前三十多年內，一直未受警方異議地使用該形象販售商品。自2005年本劇復播以來，藍色警亭造型亦持續出現在幾乎每一集劇集中，成為其標誌性元素。

## 另見
- 交通亭
- 交番
- 薩默頓TARDIS（英语：Somerton_TARDIS）
- 紅色電話亭
- 岗亭
- 火警报警箱

## 外部連結
- , , Metropolitan Police,   [30 August 2005], （原始内容存档于8 November 2008）.
- ,   [2004-09-27], （原始内容存档于2017-04-18） — a guide to the various police box props used in Doctor Who over the years, and their relationship to real police boxes.
- McPherson, Ian, , , （原始内容存档于2007-01-22）.
- , , Yahoo!, 5 August 2005 — set devoted to tracking down remaining Edinburgh police boxes.
- Steven, Michael ‘Mike’, ,  — fine art policebox photographic typology.
- ,  (news), UK: The BBC, 2005-09-01, （原始内容存档于2006-12-23）
- — catalogue of police box models.
- , Crich, Derbyshire, ENG, UK
- Police Public Call Box. A guide to see real life Police Boxes around the UK
- The Police Box Map
- Police Box locations